# Зессенбах
Зессенбах (нім. Sessenbach) — громада в Німеччині, розташована в землі Рейнланд-Пфальц. Входить до складу району Вестервальд. Складова частина об'єднання громад Рансбах-Баумбах.
Площа — 2,79 км2. Населення становить 507 ос. (станом на 31 грудня 2020).